# ایزومر فضایی

طبقه‌بندی انواع ایزومری‌ها در شیمی

ایزومر فضایی (به انگلیسی: Stereoisomerism) نوع خاصی از انواع ایزومرها هستند که تنها در نحوهٔ قرار گرفتن اتم‌هایشان در فضا با یکدیگر اختلاف دارند اما از نظر چگونگی اتصال اتم‌ها به یکدیگر مشابه هستند.

## انواع ایزومر فضایی

### ایزومری هندسی
ترکیبات وقتی ایزومرهای فضایی یکدیگرند که در فضای کوئوردیناسیون خود لیگاندها یا گروه‌های یکسان داشته باشند ولی نحوهٔ آرایش آن‌ها در فضا متفاوت باشد. یک نوع از ایزومر فضایی، ایزومری هندسی یا ایزومری سیس- ترانس، است. در آلکن‌ها، وقتی گروه‌های مشابه در یک طرف پیوند دوگانه باشند، ایزومر سیس و اگر در دو طرف پیوند دوگانه باشند، ایزومر ترانس است. اگر دو گروه مشابه به یک کربن آلکن متصل باشد، ایزومری سیس و ترانس وجود ندارد. اما اگر گروه‌های مختلف به کربن‌های پیوند دوگانه متصل باشند، ایزومری هندسی دیده می‌شود.
اگر در آلکن‌ها، فقط یک اتم هیدروژن و سه عامل جانشینی دیگر موجود باشد، به‌جای سیس و ترانس از سیستم Z و E استفاده می‌شود. روی کربن متصل به پیوند دوگانه دو گروه وجود دارد یکی از این دو گروه بر دیگری ارجحیت دارد. آن گروه را مشخص می‌کنیم. مشخص کردن آن‌ها به عدد اتمی عنصر متصل به کربن بستگی دارد که هرچه بیشتر باشد، ارجحیت بیشتری دارد. در مورد ترکیبات کوئوردیناسیون، این نوع ایزومری در اثر اشغال موقعیت‌های مختلف در اطراف اتم مرکزی توسط لیگاند به وجود می‌آید و در گونه‌های مسطح مربعی و هشت‌وجهی اهمیت بیشتری دارد. برای مثال در ایزومر سیس-دی‌کلرو دی‌آمین پلاتین (II) اتم‌های کلر روی گوشه‌های مجاور مربع (در امتداد یک ضلع) واقع شده‌اند، درحالی‌که در ایزومر ترانس، اتم‌های کلر گوشه‌های مقابل دور امتداد را اشغال می‌کنند.
ایزومرهای سیس و ترانس دی‌کلرواتان (C2H2Cl2):
مولکول I سیس ۱٬۲-دی‌کلرواتن و مولکول II ایزومر ترانس است.

### ایزومری نوری
نوع دیگری ایزومر فضایی، ایزومری نوری است. پاره‌ای از مولکول‌ها و یون‌ها در دو شکل که قابل انطباق بر یکدیگر نیستند، رابطهٔ بین آن‌ها مثل رابطهٔ دست‌های راست و چپ است. از چنین مولکول‌ها و یون‌هایی به عنوان نامتقارن یاد می‌شود و این ایزومرها را انانتیومر (تصویر آینه‌ای) می‌نامند. این ایزومرها دارای خواص فیزیکی یکسان هستند و تنها تفاوت ایزومرهای نوری تأثیر بر نور قطبی‌شده است.
این نوع ایزومری در مولکول‌های کایرال وجود دارد. اگر دو ترکیب از هر لحاظ با هم مشابه باشند بر یکدیگر منطبق می‌شوند درحالی‌که یک مولکول کایرال ممکن است دارای یک ایزومر فضایی باشد که بر تصویر آینه‌ای‌اش منطبق نیست (انانتیومر). تفاوت چنین ایزومرهایی مانند اختلاف دست چپ و راست است. ایزومر راست‌گردان (d) نور قطبی‌شده (نوری که در یک صفحه نوسان می‌کند) را به راست و ایزومر چپ‌گردان (L) آن به چپ می‌چرخاند. مخلوط مساوی از دو ایزومر را اسمیک می‌نامند، اثری بر نور قطبی‌شده ندارد.

دیاستریومرها و انانتیومرها

## شباهت و تفاوت ایزومرهای فضایی
تفاوت ایزومرهای فضایی از نظر ساختار و بنابراین از نظر خواص، بسیار کم است. اما از نظر همهٔ خواص فیزیکی قابل سنجش، با یکدیگر مشابهند مگر از نظر تأثیر بر نوعی نور غیرعادی. با استفاده از همین تأثیر متفاوت و دستگاه خاص مربوط می‌توان دو ایزومر را از یکدیگر باز شناخت.

## کاربرد متفاوت ایزومرهای فضایی
با وجود شباهت نزدیک، وجود این‌گونه ایزومرها، یکی از سنجش‌گرهای بسیار حساس را برای تشخیص مکانیسم واکنش‌ها در اختیار شیمی‌دان می‌گذارد. غالباً یکی از این ایزومرها برای مطالعه برگزیده می‌شود. نه به این دلیل که این ایزومرها از نظر شیمی سه‌بعدی با ترکیب‌های دیگر فرق دارند، بلکه به این دلیل که این ترکیب می‌تواند نکته‌هایی را آشکار سازد که در ترکیب‌های عادی پنهان‌اند و با وجود شباهت نزدیک دو ایزومر فضایی، ممکن است یکی از آن‌ها یک غذای مقوی یا یک آنتی‌بیوتیک یا یک داروی محرک قلب باشد، ولی ایزومر دیگر ترکیبی بی‌مصرف باشد.
برای اتم‌های هیدروژن در متان سه نوع آرایش امکان‌پذیر است که هم‌ارز باشند:
1. آرایش مسطح که در آن اتم کربن در مرکز یک مستطیل یا مربع و اتم‌های هیدروژن در چهار گوشهٔ آن قرار دارند.
2. آرایش هرمی که در آن اتم کربن در رأس هرم و اتم‌های هیدروژن در چهار گوشهٔ آن قرار دارند.
3. آرایش چهاروجهی که در آن کربن در مرکز چهاروجهی و هر اتم هیدروژن در یک گوشهٔ آن است.